# Nacionalni park Voyageurs
Nacionalni park Voyageurs je jedan od ukupno 58 nacionalnih parkova smještenih na području Sjedinjenih Američkih Država.

## Ostali projekti
|  | Zajednički poslužitelj ima još gradiva o temi Nacionalni park Voyageurs |